# Cmentarz wojenny nr 261 – Wał-Ruda
Cmentarz wojenny nr 261 – Wał-Ruda – austriacki cmentarz wojenny z okresu I wojny światowej wybudowany przez Oddział Grobów Wojennych C. i K. Komendantury Wojskowej w Krakowie na terenie jego okręgu VIII Brzesko.
Znajduje się w południowo-wschodniej części Wał-Rudy miejscowości w gminie Radłów województwa małopolskiego. 
Nekropolia, o powierzchni ok. 6 arów, położona jest przy drodze do Jadownik Mokrych. Ma kształt wydłużonego prostokąta ze ściętymi od strony wschodniej narożnikami. Ogrodzona jest betonowymi słupkami pomiędzy którymi znajdują się metalowe kraty. Dwa rzędy mogił otoczonych betonowymi murkami, na każdej trzy metalowe krzyże z daszkami. Na każdym  krzyżu tabliczka imienna z jednym lub dwoma nazwiskami lub informacją, że grób kryje prochy bezimienne.
Pomnikiem centralnym jest, stojący na cokole z kamiennych bloków, wysoki drewniany krzyż. Wokół niego znajdują się groby oficerów.
Pochowano na nim 84 żołnierzy austro-węgierskich oraz 8 żołnierzy niemieckich. Obiekt zaprojektował Johann Watzal. Cmentarz jest zadbany, zachowały się tabliczki imienne.